# HIM
HIM (stilizirano kao: H.I.M. ili HiM) bio je finski gothic rock sastav.

## Povijest sastava
Sastav su 1991. osnovali pjevač Ville Valo, gitarist Mikko Lindström i basist Mikko Paananen. Prvotno su sastav nazvali His Infernal Majesty, no kasnije su skratili ime u HIM. Do sada su izdali šest studijskih albuma te su jedini finski sastav koji je postigao zlatnu nakladu u SAD-u. Njihov glazbeni stil najčešće se opisuje kao Love Metal (ljubavni metal). 
Svoj prvi studijski album Greatest Love Songs Vol. 666 objavljuju 1997. S tim albumom stekli su popularnost u Europi, a naročito u Finskoj. Godine 1999. objavljuju svoj drugi album Razorblade Romance na kojem se nalazio hit singl Join Me in Death. Isti album su ponovno objavili 2002. u SAD-u, ali pod imenom HER, jer je već jedan sastav posjedovao prava na ime HIM. No, s vremenom su otkupili ime, tako da danas postoji samo oko 1.000 primjeraka albuma s imenom sastava HER.
Godine 2001. članovi sastava osnovali su novi sastav nazvan Daniel Lioneye, te su izdali album The King of Rock'n Roll. Nakon toga u kolovozu iste godine, kao HIM, objavljuju novi album Deep Shadows and Brilliant Highlights. Idući album Love Metal objavljuju 2003., a album Dark Light, koji je dostigao platinastu nakladu u SAD-u objavljuju 2005. Zbog velikog uspjeha albuma, ubrzo su se i prijašnji albumi našli na američkim top listama. Album Screamworks: Love In Theory & Practice izašao je 2010. godine. Ville Valo je rekao kako je to zadnji album, ali su ove godine objavili album s najvećim hitovima XX: Two Decades Of Love Metal i najavili novi album s potpuno novim pjesmama Tears On Tape za 2013.
Zaštitni znak sastava je tzv. heartagram (srcogram), kombinacija pentagrama i srca. 
5. ožujka 2017 godine, sastav je na svojoj Facebook stranici objavio da se nakon oproštajne turneje HIM razilazi. 

## Postava

### Zadnja postava
- Ville Valo — vokal, akustična gitara (1991. – 2017.)
- Mikko Lindström — akustična i električna gitara (1991. – 2017.)
- Mikko Paananen— bas-gitara, prateći vokal (1991. – 2017.)
- Janne Puurtinen — klavijature, prateći vokal (2001. – 2017.)
- Jukka Kröger— bubnjevi, udaraljke (2015. – 2017.)

### Ostali članovi
- Juippi — bubnjevi, udaraljke (1991. – 1992.)
- Tarvonen — bubnjevi, udaraljke (1991. – 1992.)
- Oki — gitara (1992. – 1996.)
- Antto Melasniemi — klavijature (1995. – 1999.)
- Juhana Tuomas "Pätkä" Rantala — bubnjevi, udaraljke (1995. – 1999.)
- Jussi-Mikko "Juska" Salminen — klavijature (1999. – 2001.)
- Mika Karppinen — bubnjevi, udaraljke (1999. – 2015.)

## Diskografija
Studijski albumi
- Greatest Lovesongs Vol. 666 (1997.)
- Razorblade Romance (2000.)
- Deep Shadows and Brilliant Highlights (2001.)
- Love Metal (2003.)
- Dark Light (2005.)
- Venus Doom (2007.)
- Screamworks: Love in Theory and Practice (2010.)
- Tears on Tape (2013.)

Kompilacije
- And Love Said No: The Greatest Hits 1997–2004 (2004.)
- Uneasy Listening Vol. 1 (2006.)
- Uneasy Listening Vol. 2 (2007.)
- XX – Two Decades of Love Metal (2012.)

## Vanjske poveznice
- Službena stranica

## Podrijetlo imena i zabuna
Izvorno ime sastava bilo je His Infernal Majesty,koje je bilo uzeto iz Sotonističke Biblije Antona LaVeya. Ime je također bilo inspirirano pjesmom od sastava Deicide i reggae pjesmom "His Imperial Majesty." HIM, nekad 'His Infernal Majesty' su zbog zabune s Kanadskim trash metal sastavom 'Infernäl Mäjesty' i Američkim post-rock sastavom HiM, nakon singla Wicked Game skratili ime u HIM, iako singl za 'Your Sweet Six Six Six' uključuje naljepnicu 'His Infernal Majesty'. Njihov drugi studijski album,Razorblade Romance, je u SAD-u izašao pod imenom HER jer su sastav HiM iz Chicaga držali prava na ime. His Infernal Majesty su najzad kupili prava na ime "HIM" u SAD-u i od tad koristili ga širom svijeta.